# براونلاغه
بروانلاغه (بالألمانية: Braunlage) هي بلدة ألمانية تقع في ألمانيا في غوسلار. يقدر عدد سكانها بـ 4,929 نسمة .

## المناخ
يظهر الجدول التالي التغييرات المناخية على مدار السنة لبراونلاغه:
| البيانات المناخية لـبراونلاغه     | البيانات المناخية لـبراونلاغه | البيانات المناخية لـبراونلاغه | البيانات المناخية لـبراونلاغه | البيانات المناخية لـبراونلاغه | البيانات المناخية لـبراونلاغه | البيانات المناخية لـبراونلاغه | البيانات المناخية لـبراونلاغه | البيانات المناخية لـبراونلاغه | البيانات المناخية لـبراونلاغه | البيانات المناخية لـبراونلاغه | البيانات المناخية لـبراونلاغه | البيانات المناخية لـبراونلاغه | البيانات المناخية لـبراونلاغه |
| الشهر                             | يناير                         | فبراير                        | مارس                          | أبريل                         | مايو                          | يونيو                         | يوليو                         | أغسطس                         | سبتمبر                        | أكتوبر                        | نوفمبر                        | ديسمبر                        | المعدل السنوي                 |
| --------------------------------- | ----------------------------- | ----------------------------- | ----------------------------- | ----------------------------- | ----------------------------- | ----------------------------- | ----------------------------- | ----------------------------- | ----------------------------- | ----------------------------- | ----------------------------- | ----------------------------- | ----------------------------- |
| الدرجة القصوى °م (°ف)             | 13.9 (57.0)                   | 15.1 (59.2)                   | 19.8 (67.6)                   | 25.9 (78.6)                   | 28.1 (82.6)                   | 30.8 (87.4)                   | 32.6 (90.7)                   | 32.8 (91.0)                   | 30.3 (86.5)                   | 24.3 (75.7)                   | 18.8 (65.8)                   | 14.1 (57.4)                   | 32.8 (91.0)                   |
| متوسط درجة الحرارة الكبرى °م (°ف) | −0.3 (31.5)                   | 2.5 (36.5)                    | 4.8 (40.6)                    | 9.4 (48.9)                    | 14.3 (57.7)                   | 17.5 (63.5)                   | 19.0 (66.2)                   | 18.7 (65.7)                   | 15.7 (60.3)                   | 10.2 (50.4)                   | 4.4 (39.9)                    | 1.1 (34.0)                    | 9.8 (49.6)                    |
| متوسط درجة الحرارة الصغرى °م (°ف) | −5.2 (22.6)                   | −4.9 (23.2)                   | −2.3 (27.9)                   | 1.1 (34.0)                    | 5.4 (41.7)                    | 8.4 (47.1)                    | 10.5 (50.9)                   | 10.4 (50.7)                   | 7.8 (46.0)                    | 3.8 (38.8)                    | 0.0 (32.0)                    | −3.2 (26.2)                   | 2.7 (36.8)                    |
| أدنى درجة حرارة °م (°ف)           | −23.9 (−11.0)                 | −25.6 (−14.1)                 | −18.0 (−0.4)                  | −11.0 (12.2)                  | −4.1 (24.6)                   | −0.6 (30.9)                   | 2.7 (36.9)                    | 2.6 (36.7)                    | −0.4 (31.3)                   | −8.2 (17.2)                   | −14.0 (6.8)                   | −22.8 (−9.0)                  | −25.6 (−14.1)                 |
| معدل هطول الأمطار مم (إنش)        | 130 (5.1)                     | 118 (4.6)                     | 80 (3.1)                      | 85 (3.3)                      | 80 (3.1)                      | 98 (3.9)                      | 126 (5.0)                     | 105 (4.1)                     | 97 (3.8)                      | 112 (4.4)                     | 116 (4.6)                     | 118 (4.6)                     | 1٬265 (49.6)                  |
| المصدر: ;                         |                               |                               |                               |                               |                               |                               |                               |                               |                               |                               |                               |                               |                               |

## أعلام
- لوسي مانهايم
- هارالد باير
- كارل فريدريش أوغست هيرمان وولف
- غريت ألبرشت